# Naissance en 1352
Naissance
- 1348
- 1349
- 1350
- 1351
- 1352
- 1353
- 1354
- 1355
- 1356

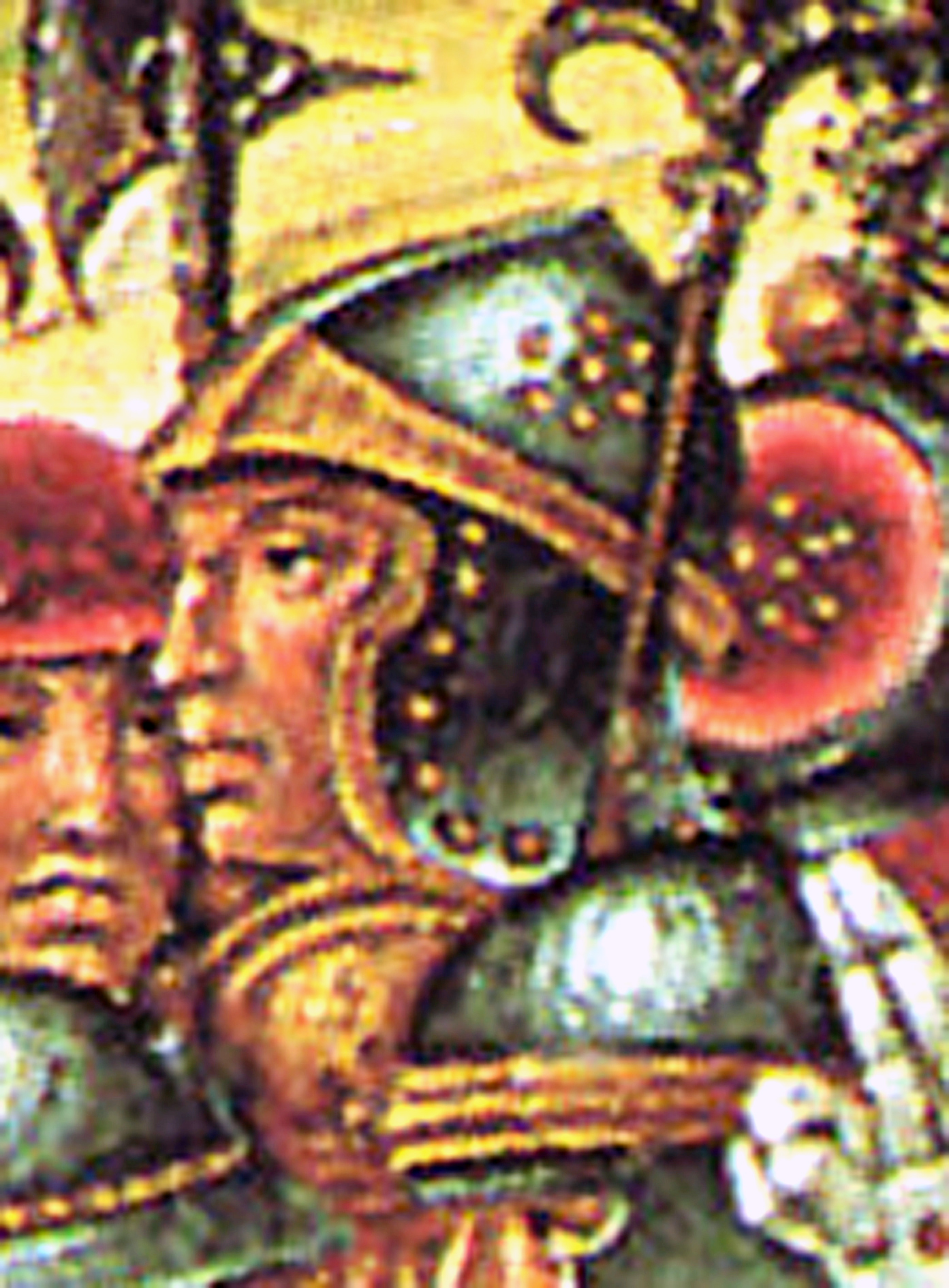
Raimond de Turenne, né en 1352.

Cette page dresse une liste de personnalités nées au cours de l'année 1352  :
- 1er février : Edmond Mortimer, 3e comte de March et comte d'Ulster, important baron anglais et commandant militaire durant la guerre de Cent Ans.

- Antoni Canals, frère dominicain et écrivain.
- Jean Holland, comte de Huntington puis duc d'Exeter, est un militaire et noble anglais.
- Nikon de Radonège, abbé de la laure de la Trinité-Saint-Serge et disciple de son fondateur, Serge de Radonège.
- Hippolyte de Saint-Alphon, troubadour et poète poitevin.
- Robert Ier du Saint-Empire, comte palatin du Rhin et roi de Germanie.
- Raimond de Turenne, ou Raymond-Louis Roger de Beaufort, capitaine des Armes du Comtat Venaissin et capitaine pontifical en Italie.
- Minchō, peintre japonais.
- Jean Sobeslav, évêque tchèque et margrave de Moravie.
- Viridis Visconti, noble italienne, membre de la famille des seigneurs de Milan, duchesse d'Autriche, de Styrie et de Carinthie

## Crédit d'auteurs
- Cet article est partiellement ou en totalité issu de l'article intitulé « 1352 » (voir la liste des auteurs).